# Jorge Oñate
Jorge Antonio González Oñate (La Paz, Cesar, 31 de marzo de 1950 - Medellín, Antioquia, 28 de febrero de 2021) apodado «El Jilguero de América» o «El Ruiseñor del Cesar», fue un músico colombiano, cantante y compositor de música vallenata. Desde el comienzo de su carrera, en 1968 a 2012, había logrado 25 discos de oro, 7 discos de platino y 6 de doble platino. También incursionó en la política como concejal de su pueblo natal, fue diputado por el departamento del Cesar y segundo en la lista del congresista Alfredo Cuello Dávila, a quien reemplazó en varias ocasiones.

## Vida musical

### 1960
De adolescente su madre lo llevó a Bogotá. Allí estudió en el colegio de la Universidad Libre, donde cursó hasta la mitad de décimo, porque el llamado del acordeón fue más poderoso". En 1968, después de la escuela secundaria, Oñate es contratado por un grupo local llamado "Los Guatapurí", como el cantante principal. El grupo lanzó un álbum titulado Festival Vallenato, el cual incluyó temas como Campesina Vallenata, El hijo de mi ahijada, Sombra Vengadora, Marina, El diablo de San Diego, Lavandera, La negrita de ají, Advertencia, Luisa Fernanda, Canto Optimista, María Eugenia y Fabiola.
En 1969, Oñate se une al ya famoso grupo Hermanos López, una vez más como cantante. Su primer álbum fue Lo Último en Vallenatos con las canciones, Berta Caldera, Recuerdos, Diciembre Alegre, Vámonos Compañera, Secreto Raro, Gallo Viejo, Mis Viejos, Siniestro de Ovejas, La Paz, Me Quisiste y Me Olvidaste, Ligia y Mi Morenita.

### 1970
En 1970, Oñate lanza su segundo álbum con el título Hermanos López Diosa Divina con las canciones, Diosa divina, Dina López, Triste Recuerdo, Porqué Eres Así Sueño vallenato, Gratitud, Serenata Vallenata, Amor de Callejera, Recordándote, Amor a Dos Manos, Los Tiempos Cambian y Barranquillera. Este año también grabó un álbum por separado con el acordeonista Nelson Díaz, titulado Conmigo es el baile con las canciones, Ojitos Claros, Panderitos Parrandero ,San Jacinto, La Vieja, Amor Sanjuanero, Diciembre Alegre, Ya Viene la Cumbia, Don Ramón, El Toro Prieto, La Sabrosa, Vámonos Compañera y La Mica Rosa.
En 1971, Oñate y Hermanos López grabó el álbum El Jardincito con el acordeonero Juan Antonio Sajona Bolaños. En 1972 lanzaron el álbum Reyes Vallenatos, que incluyó las canciones; Recordando mi Niñez por Camilo Namen, Soy Estudiante por Elver Araujo, y Preguntas Respuestas por Armando Zabaleta, Estelita Gonzáles por Poncho Zuleta, La Casita de Nicolás Maestre, Mujeres Que me Dejaron de Máximo Móvil, Tiempos de la Cometa por Fredy Molina, Bajo el Palo de Mango por Leandro Díaz, El Cambio de Emiro Zuleta, El puente de Maríangola por Luciano Guyo, Amparito por Hugo Araujo, y La Vieja Gabriela, de Juan Muñoz. En 1973 lanzó el álbum El Cantor de Fonseca con las canciones, El Cantor de Fonseca de Carlos Huertas, El contrabandista, por Sergio Moya, Palabras al Viento Santander Durán, El Compadre por Luciano Guyo, Si la Vieras por Urbano Díaz, Los Tres Hermanos por Tobías Enrique Pumarejo, No voy a Patillal  por Armando Zabaleta, No te vayas de Julio Oñate Martínez, Razón y Olvido por Emiro Zuleta, Hermosos Tiempos de Carlos Huertas, Mi Huerto de Máximo Móvil y Despedida al Festival por Luís Francisco Medoza. Este mismo año el grupo libera un segundo álbum llamado Las Bodas de Plata, que incluye las canciones: Las Bodas de Plata de Armando Zabaleta, El Libre, de Camilo Namen, La Niña Educada  Hugo Araujo, Corazón Vallenato por Emiro Zuleta, Saludo cordial de Luis Enrique Martínez, Si Hay Cara temerarias por un autor que se reservó el derecho, por Carmen Gómez Rafael Escalona, La Margentina por Julio De La Rosa, Pensando en ti, de Armando Zabaleta, Mi Canto Sentimental por Poncho Zuleta, Toda Mujer No Es Igual por Leandro Díaz y La Cordobesa de Luis Enrique Martínez.
En 1974 se registraron otros dos álbumes, el primero Fuera de Concurso contiene las canciones, La Loma de Samuel Martínez, Dos Rosas por Fredy Molina, A Través de los Años por Emiro Zuleta, Mala Suerte de Rafael Escalona, Amor Ardiente por Emiro Zuleta, Días del Ayer de Alberto Murgas,Aracataca Espera Armando Zabaleta, El Historiador por Raúl Garrido, El Compadre Tomás de Rafael Escalona, Adiós Amor por Emiro Zuleta, El compositor Sergio Moya Molina y La Capital desde por Emiro Zuleta. El segundo fue nombrado Rosa Jardinera con las canciones, Rosa Jardinera por Idelfonso Ramírez, Secretos del Alma, de Sergio Moya Molina, La Muchachita de Alejo Durán, Entre Placeres y Penas por Emiro Zuleta, Dos Papeles de Leandro Díaz, Inquietud por Gustavo Gutiérrez, Patillalero de Cepa por Edilberto Daza, Las Bananeras de la autoría de Santander Durán Escalona, La Primavera Florecida de Lorenzo Morales, Dubis Caballero por Enrique Calderón, Marula por Enrique Zequeira y Cristina del compositor Freddy Molina.

### 2003
Oñate formó pareja con uno de los más jóvenes y mejores acordeonistas en Colombia: Christian Camilo Peña, de 21 años y una corona de rey en el Festival de la Leyenda Vallenata, grabando 4 discos juntos: "Seguiré Triunfando (2004)", "Vivo Cantando (2005)", "Mi Mejor Regalo (2006)" y "Te dedico mis triunfos (2009)".

### 2010 y conversión a la música cristiana
En 2012 grabaría el álbum El chacho de la película con el acordeonero Fernando Rangel Molina destacándose el tema que le da el nombre al álbum. En 2016 lanza el álbum Patrimonio Cultural, reencontrándose en el acordeón con Alvarito López después de 20 años.
En agosto de 2018, después de ser operado para la extracción de unos cálculos que había en su vesícula, Oñate se convirtió al cristianismo prometiendo que cantará vallenato únicamente a Dios, esperando sacar su primer álbum con temas cristianos, trabajando desde 2019 en este propósito con un total de 10 canciones. Antes de producirse su deceso, el artista esperaba recuperarse para continuar la grabación de su álbum de música cristiana, teniendo ya editadas seis de las diez canciones propuestas, acompañado de acordeoneros como Gabriel Chiche Maestre, Jesualdo Bolaños, Carlos José Kalata Mendoza y Wilber Mendoza, quienes también practicaban dicha religión. También estaba trabajando en la adecuación de su propia Casa Museo en su vivienda de su pueblo natal La Paz (Cesar), y en su nueva gira musical llamada "La Despedida", para retirarse de los escenarios musicales. El Festival de la Leyenda Vallenata iba a homenajearlo en la edición 2020 del festival, pero la pandemia de Covid-19 canceló los planes ya que el festival se realizó de manera virtual, aplazando el homenaje para 2021.

#### Fusión con otros géneros
Jorge Oñate rechazó fusionar el vallenato con otros géneros musicales: 

"Si a mí un reggaetonero me llama para cantar vallenato con reggaetón, le pego una trompada en la frente y lo privo"
Jorge Oñate

llegó a declarar al respecto.

## Vida personal

### Familia
Oñate se crio en el municipio de La Paz, contiguo a Valledupar y entonces parte del departamento del Magdalena. Hijo de Daniel González y Delfina Oñate, y el menor de tres hermanos. Los medio hermanos de Jorge por parte de madre son Jesualdo "El Mocho" (f. 2010) y Gustavo Gnecco Oñate.
Contrajo matrimonio con Nubia Palencia, de cuya unión nació Juan Pablo Oñate Palencia, quien falleció en confusos hechos en 1999 a la edad de 24 años.
Contrajo matrimonio en segundas nupcias con Nancy Zuleta, con quien tuvo tres hijos, Jorge Luis, Jorge Daniel y Rodrigo (fallecido), y una hija, Delfina Inés. Su esposa Nancy es hermana de "Lilo" Zuleta, esposa de Lucas Gnecco Cerchar.
Oñate fue padre de Sergio Acevedo, a quien en reiteradas ocasiones le negó una prueba de sangre para probar la compatibilidad y ser un posible donante de médula espinal y salvar su vida. Sergio falleció en 2009 en San Sebastián, España. "Me relató que su tía María Fanny Acevedo tuvo a comienzos de los 70 una fugaz relación sentimental con el cantante en Valledupar cuando tocaba en las parrandas vallenatas, tras lo cual quedó embarazada. Pero que nunca se volvieron a ver y que jamás trató de buscarlo para contarle. Solo hasta 34 años después, para suplicarle que enviara una prueba de sangre para saber si su médula era compatible con la de Sergio". También tiene otro hijo llamado Jorge Antonio Oñate Dangond, producto de una relación extramarital con Claudia Dangond Castro.

## Muerte
Jorge Oñate falleció en la madrugada del 28 de febrero de 2021 a los 70 años de edad en el Hospital Pablo Tobón Uribe de Medellín, a donde había sido remitido desde la Clínica Cardiovascular del Cesar de Valledupar debido a complicaciones que se le presentaron después de superar la COVID-19. Su deceso se produjo a causa de una pancreatitis por la que fue intervenido quirúrgicamente en Medellín.
Su cuerpo fue trasladado a Valledupar, donde se le rindió un homenaje en la biblioteca de la Gobernación del Cesar. En el trayecto hacia la biblioteca, una multitud de fanáticos que lo esperaba a las afueras del aeropuerto Alfonso López Pumarejo lo acompañó en masiva caravana. Fue sepultado en su pueblo natal, La Paz, con la presencia de familiares, seguidores, artistas vallenatos y allegados.

## Discografía
| * 1968: Festival Vallenato - 1969: Lo último en vallenatos - 1970: Diosa divina - 1970: Conmigo es el baile - 1971: El jardincito - 1972: Reyes vallenatos - 1973: El cantor de Fonseca - 1973: Las bodas de plata - 1974: Fuera de concurso - 1974: Rosa jardinera - 1975: Canto a mi tierra - 1975: La Parranda y la Mujer - 1975: Los dos amigos - 1976: Campesino parrandero - 1977: Únicos - 1978: Silencio - 1978: En la cumbre | - 1978: El cambio de mi vida - 1979: Siempre unidos - 1980: Noche de estrellas - 1981: Ruiseñor de mi valle - 1982: Paisaje de sol - 1983: 13 aniversario - 1983: El cantante - 1984: Canto y tradición - 1985: El cariño de mi pueblo - 1986: Ahora con Álvaro López - 1987: El Jilguero - 1988: El folclor se viste de gala - 1989: Palabras de amor - 1990: El más fuerte - 1991: Mi mejor momento | - 1992: Bailando así - 1992: Canta a Venezuela - 1993: El vallenato de siempre - 1996: Nací para cantar - 1997: El de todos los tiempos - 1998: Universal - 1999: El poder de mis canciones - 2001: Llévame contigo - 2002: El invencible - 2003: En vivo - 2004: Seguiré triunfando - 2005: Vivo cantando - 2006: Mi mejor regalo - 2008: 40 Años de Parranda - 2009: Te dedico mis triunfos - 2012: El chacho de la película - 2016: Patrimonio cultural |

## Músicos que pasaron por su agrupación
- Miguel López - (1970-1975)
- Nelson Díaz
- Emiliano Zuleta Díaz
- Colacho Mendoza - (1975-1978)
- Raúl "El Chiche" Martínez - (1978-1980)
- Juancho Rois - (1981-1986)
- Álvaro López - (1986-1996, 2016)
- Cocha Molina - (1997-2001)
- Julián Rojas - (2002)
- Cristian Camilo Peña - (2004-2010)
- Fernando Rangel Molina - (2011-2012)
- Javier Matta Correa (2018 - 2021)

Coristas
- Esteban "Chiche" Ovalle
- Julio Morillo
- Álvaro Molina
- Rafael Rivadeneira
- Jairo Serrano
- Edgar Morillo
- Alexander Manga
- Leonidas Moya
- Giovanni Caraballo
- Juan Piña
- Eduard Fragozo

Percursionistas
- Wilson Peña
- Alberto "Tico" Rojano
- José Luis Rodríguez Castilla

Timbaleros
- Heriberto Carrillo
- Alfonso Orozco
- Wilson Rodríguez
- Rafael Gómez

Cajeros
- Rodolfo Castilla
- Jorge Zuleta "El Peya"
- Aurelio Granados

Guacharaqueros
- Alberto Calderón
- José Chad
- Alberto Romero
- Virgilio Barrera (Invitado)
- Juan Carlos Campillo

Bajistas y Guitarristas
- Rangel" Maño" Torres
- Holman Salazar
- Jorge Valbuena
- José Vázquez "Quevaz"
- Navin Carrillo
- Manuel Cárdenas
- Edison Baquero
- Eduardo Mora

Tecladistas
- Luis Donado
- Roberto Meza Nieves (Invitado)
- Humberto Sánchez

Técnicos de acordeones
- Gérminson González
- Eudes Granados
- Jorge Rojas

## Premios
Premios Grammy Latinos: 
| Año  | Categoría                      | Resultado |
| ---- | ------------------------------ | --------- |
| 2010 | Premio a la Excelencia Musical | Ganador   |

### Congos de Oro
Otorgado en el Festival de Orquestas del Carnaval de Barranquilla:
| Año  | Trabajo nominado | Categoría         | Resultado |
| ---- | ---------------- | ----------------- | --------- |
| 1979 | Jorge Oñate      | Acordeón          | Ganador   |
| 1981 | Jorge Oñate      | Vallenato         | Ganador   |
| 1984 | Jorge Oñate      | Acordeón          | Ganador   |
| 1985 | Jorge Oñate      | Vallenato         | Ganador   |
| 2014 | Jorge Oñate      | SuperCongo de Oro | Ganador   |